# Suchy Zadek

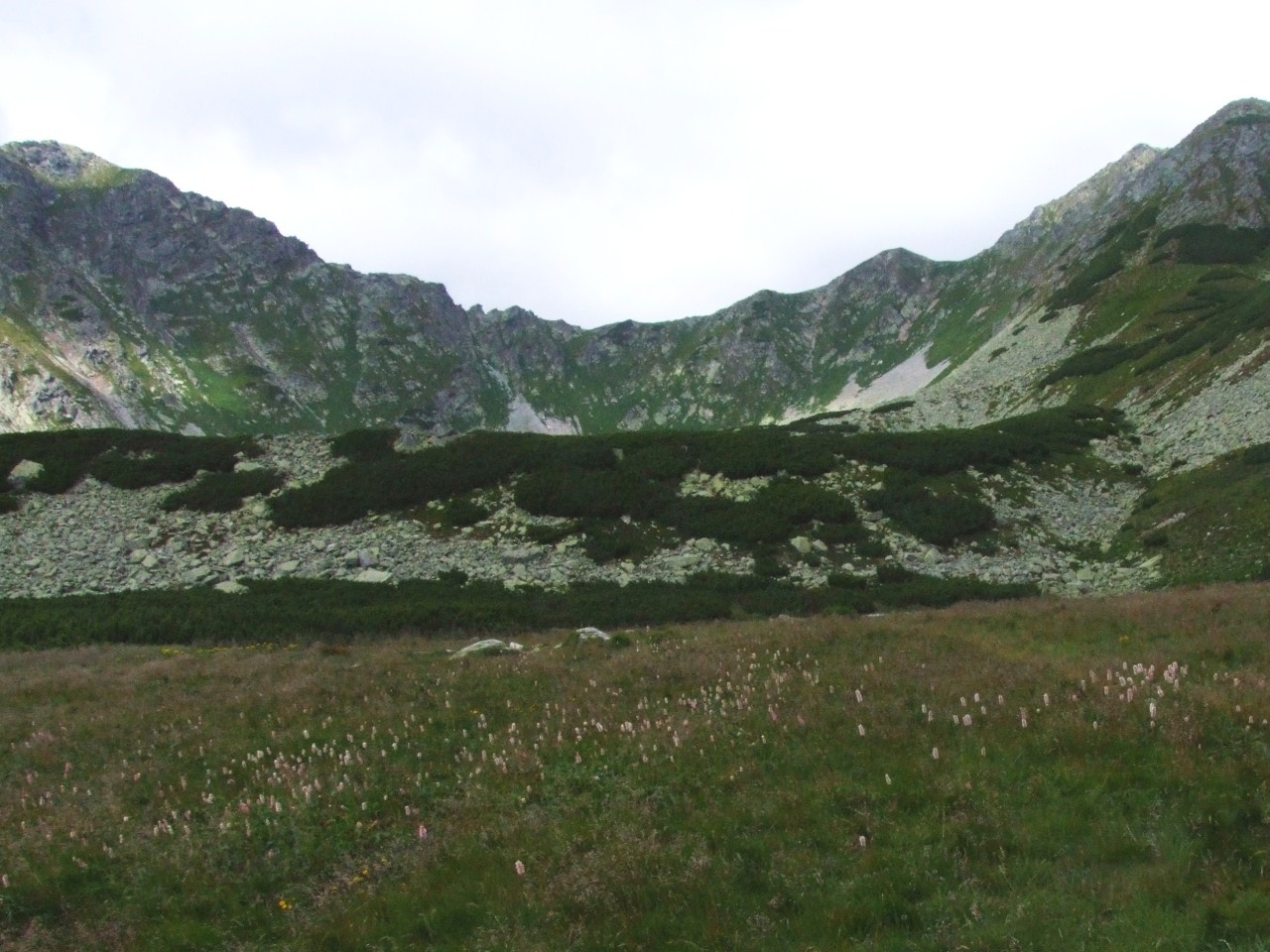
Suchy Zadek (powyżej moreny zamykającej wylot kotliny)

Suchy Zadek (słow. Suchý zadok, węg. Suhi Zadok) – kotlina w Dolinie Bystrej w słowackich Tatrach Zachodnich. Znajduje się w zachodniej, najwyższej części doliny na wysokości ok. 1850–1870 m n.p.m. Ponad nią wznoszą się szczyty Małej Bystrej, Zadniej Kopy i Przedniej Kopy. Od drugiej kotliny w górnej, wschodniej części Doliny Bystrej oddzielona jest grzędą Garbate (słow. Hrbáč). Wylot kotliny Suchy Zadek przegradza dobrze wykształcona morena recesyjna częściowo zarośnięta kosodrzewiną. Będąca cyrkiem lodowcowym kotlina zawalona jest rumowiskiem dużych głazów granitowych, a na jej dnie, u samych podnóży Zadniej Kopy, znajduje się samotny staw Anusine Oczko.
Przez Suchy Zadek nie prowadzi żaden znakowany szlak turystyczny.

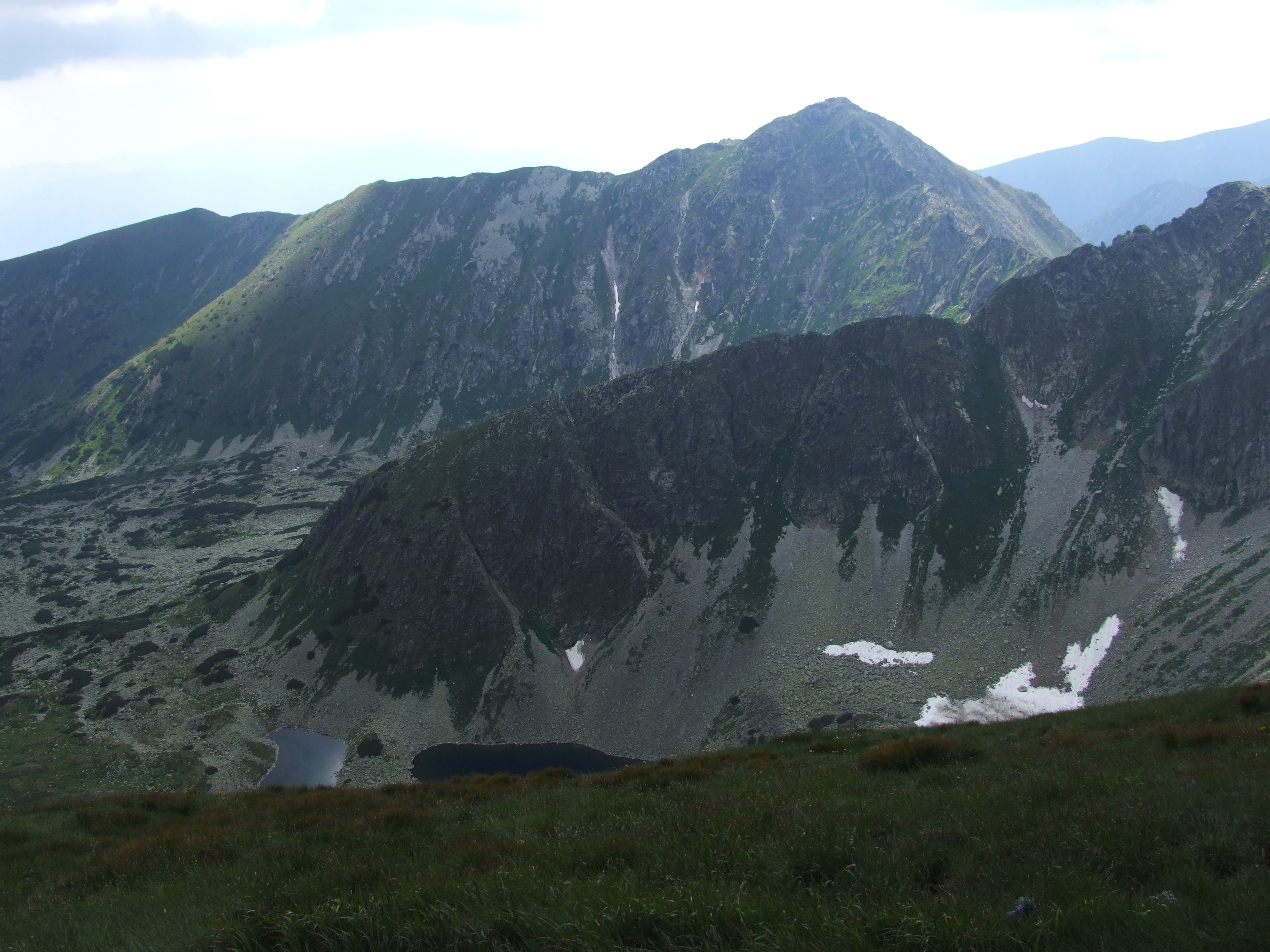
Suchy Zadek widoczny pod południowo-wschodnia granią Bystrej (u góry zdjęcia). Przed nim Garbate i Bystre Stawy